# Serapion (Fadiejew)
Serapion, imię świeckie Nikołaj Fadiejew (ur. 27 maja 1933 w Moskwie, zm. 19 listopada 1999 w Tule) – biskup Rosyjskiego Kościoła Prawosławnego.

## Życiorys
W 1951 wstąpił do Ławry Troicko-Siergijewskiej jako posłusznik, jednak już w roku następnym musiał ją czasowo opuścić, by odbyć trzyletnią zasadniczą służbę wojskową. Po powrocie do monasteru 27 czerwca 1957 złożył wieczyste śluby zakonne przed jego zwierzchnikiem, archimandrytą Pimenem (Izwiekowem). 18 lipca tego samego roku arcybiskup Jan (Ławrinienko) wyświęcił go na hierodiakona. W 1962 ukończył moskiewskie seminarium duchowne. 7 kwietnia 1965 przyjął święcenia kapłańskie z rąk patriarchy moskiewskiego i całej Rusi Aleksego I. Rok później ukończył wyższe studia teologiczne w Moskiewskiej Akademii Duchownej. 15 maja 1970 otrzymał godność igumena, zaś 24 lutego 1971 – archimandryty. Został skierowany do pracy w przedstawicielstwie Patriarchatu Moskiewskiego przy autonomicznym Japońskim Kościele Prawosławnym w Tokio, gdzie działał do września tego samego roku.
2 lutego 1972 Święty Synod Rosyjskiego Kościoła Prawosławnego nominował go na biskupa wikariusza eparchii moskiewskiej z tytułem biskupa podolskiego. Serapion (Fadiejew) został również wyznaczony na oficjalnego przedstawiciela Patriarchatu Moskiewskiego przy Patriarchacie Antiochii. Jego chirotonia biskupa odbyła się 5 marca 1972 w soborze Objawienia Pańskiego w Moskwie; jako konsekratorzy wzięli w niej udział patriarcha moskiewski i całej Rusi Pimen, metropolici leningradzki i nowogrodzki Nikodem (Rotow), kruticki i kołomieński Juwenaliusz (Pojarkow), arcybiskupi wołokołamski Pitirim (Nieczajew), dmitrowski Filaret (Wachromiejew), tulski i bielowski Juwenaliusz (Tarasow) oraz nowosybirski i barnaułski Gedeon (Dokukin). Biskup Serapion spełniał wyznaczoną mu funkcję przez dwa lata; w 1974 został z niej zwolniony i skierowany na leczenie. Po roku objął katedrę irkucką i czycką. 7 września 1979 otrzymał godność arcybiskupa, zaś 24 kwietnia 1980 został przeniesiony do eparchii włodzimierskiej i suzdalskiej. 12 maja 1987 podniesiony do godności metropolity. 17 maja 1987 objął katedrę kiszyniowską i mołdawską. Po dwóch latach przeniesiony do eparchii tulskiej i bielowskiej. Na terenie eparchii doprowadził do zwiększenia liczby czynnych cerkwi z 30 do 146 oraz do założenia (lub reaktywacji) pięciu monasterów. Zmarł w 1999 po długiej chorobie. Zgodnie z własnym życzeniem został pochowany we wsi Piatnica w obwodzie włodzimierskim.
Wielokrotnie reprezentował Rosyjski Kościół Prawosławny w czasie wizyt w innych lokalnych Kościołach prawosławnych, uczestniczył w dialogu ekumenicznym. Znał pięć języków obcych.